# モルドヴィア・アリーナ
モルドヴィア・アリーナ（露: Мордовия-Арена）は、ロシア連邦・モルドヴィア共和国のサランスクにあるスタジアム。2018 FIFAワールドカップの会場。大会後はモルドヴィア・サランスクの本拠地として使用されていた。サランスクの奇跡としても知られているスタジアム。

## ギャラリー

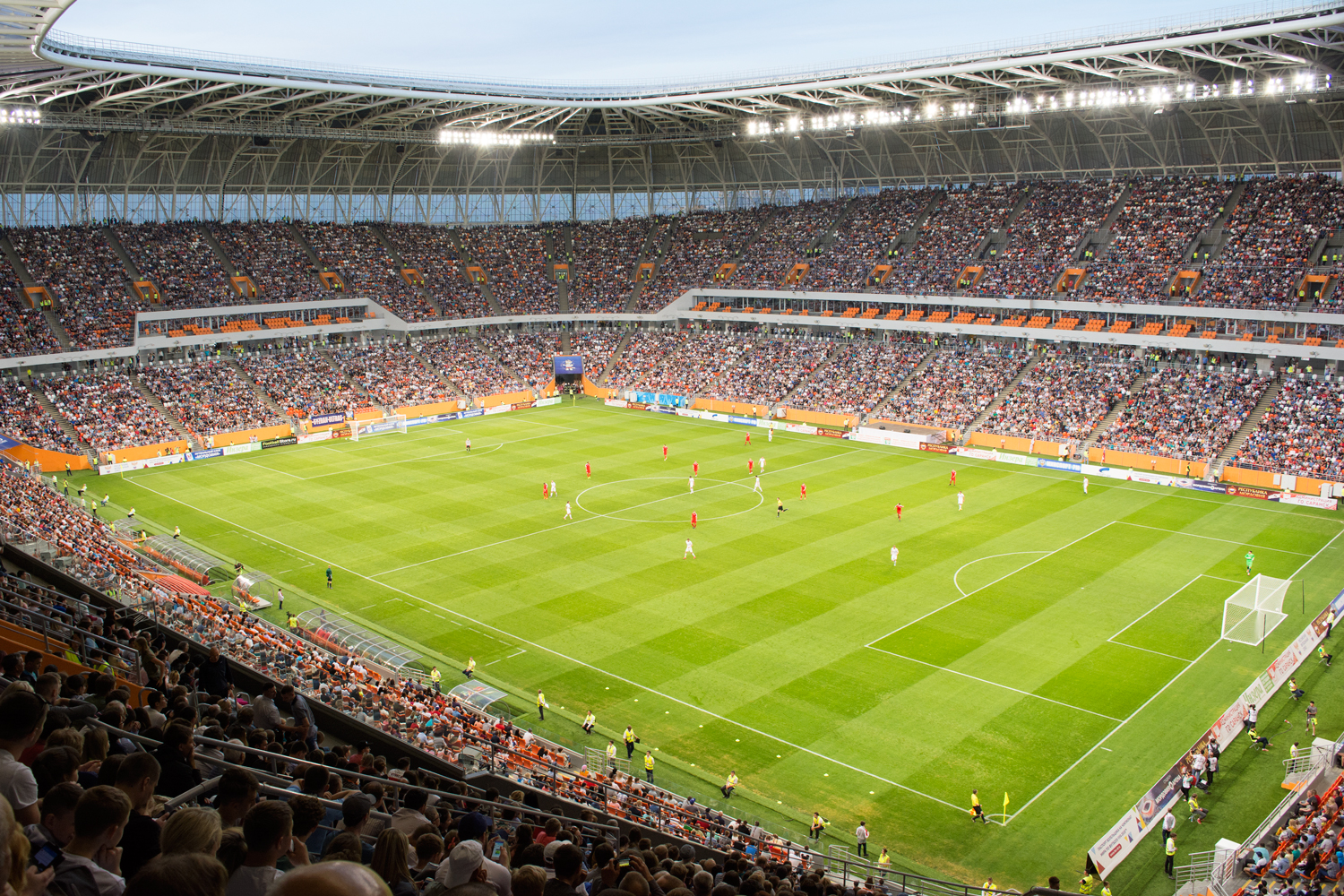
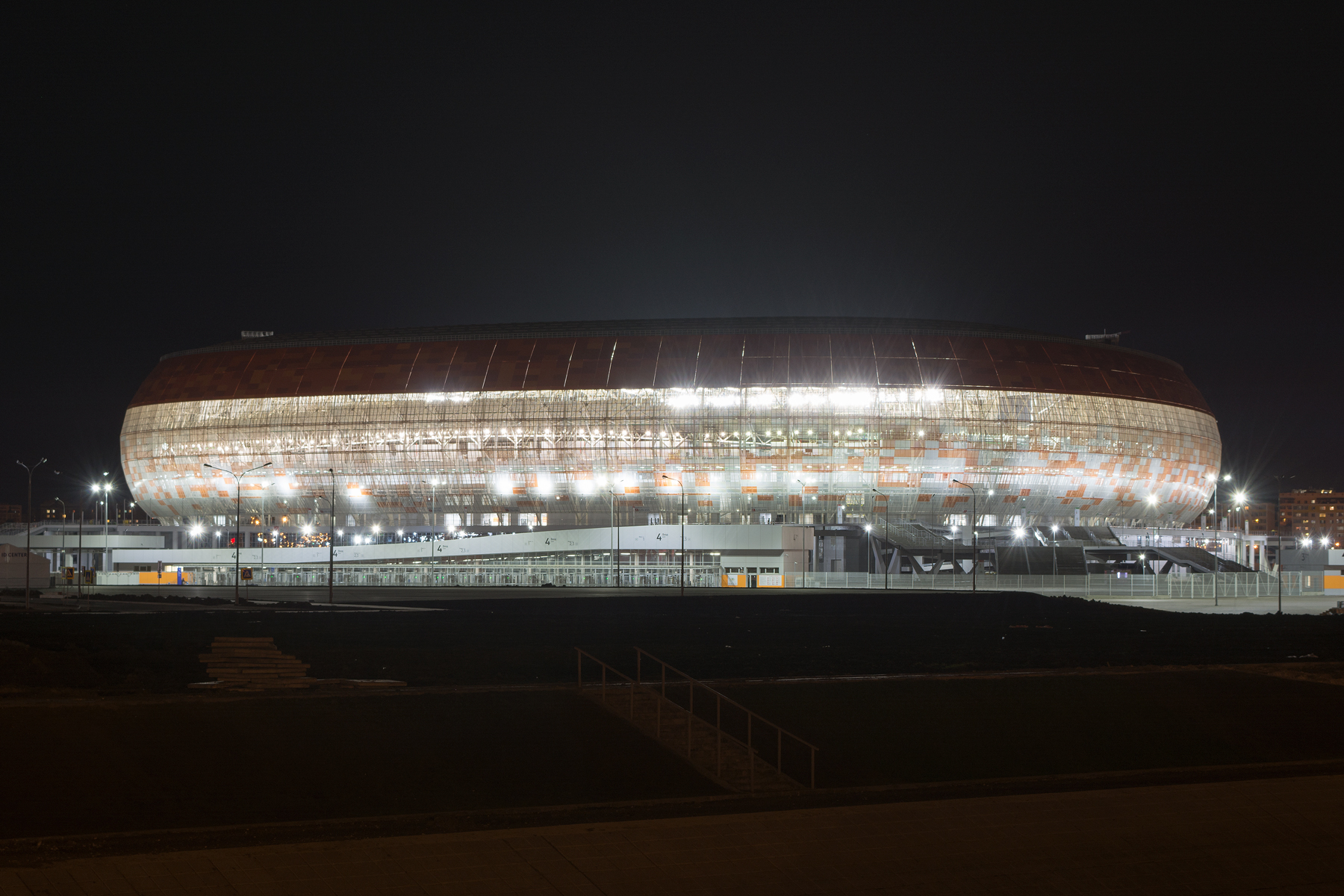
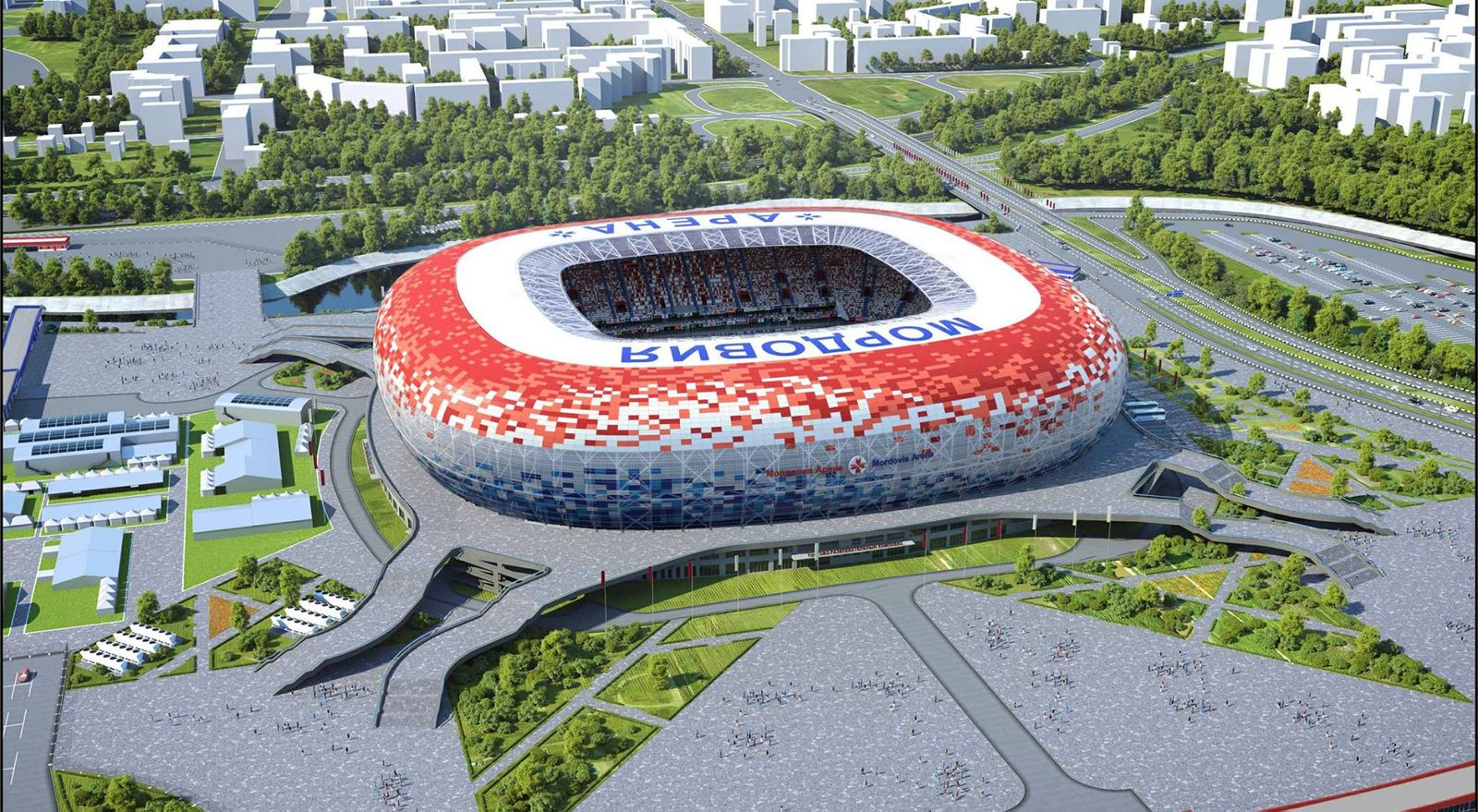

## 2018 FIFAワールドカップ
| 開催日  | 時間(UTC+3) | チーム#1   | 結果 | チーム#2   | ラウンド | 観衆   |
| ------- | ----------- | ---------- | ---- | ---------- | -------- | ------ |
| 6月16日 | 19:00       | ペルー     | 0–1  | デンマーク | Group C  | 40,502 |
| 6月19日 | 15:00       | コロンビア | 1–2  | 日本       | Group H  | 40,842 |
| 6月25日 | 21:00       | イラン     | 1–1  | ポルトガル | Group B  | 41,685 |
| 6月28日 | 21:00       | パナマ     | 1–2  | チュニジア | Group G  | 37,168 |

## サランスクの奇跡
2018年6月19日、ロシアで行われたFIFAワールドカップ2018年ロシア大会のグループリーグH初戦で、FIFAランキング61位の日本が同16位のコロンビアを2-1 で下した試合の日本での通称である。今回のワールドカップでの勝利がアジア勢が南米勢をワールドカップで破った初めての事例となる。